# Соціальна паспортизація
Соціа́льна паспортиза́ція — система дій з виявлення, фіксування й аналізу соціального стану певних соціальних груп суспільства за допомогою соціальних показників і даних / відомостей соціологічних і експертних опитувань.